# 燕京大学
燕京大学（英語：Yenching University），简称燕大，是20世纪初由四間美國及英國基督教教会聯合於北京开办的綜合大學，為當時中國教學品質、校園環境優秀的大學之一，也被認為是中國教會學校之首。校名源自於北京昔名——燕京。現今美國哈佛大學的哈佛燕京學社即以該校為名。
1949年中华人民共和国建国後，燕京大学受到中华人民共和国政府的接管和撤销。1950年，燕京大学宗教学院首先独立，成为“燕京宗教学院”，后改称燕京神学院。1951年12月燕京大學其余部分資產由中华人民共和国政府接管，隨後1952年6月至9月遭到整併而解體，一分為八：機械系、土木系、化工系調整到清華大學；教育系調整到北京師範大學；民族系調整到中央民族學院；勞動系到中央勞動幹校；政治系調整到中央政法幹校；經濟系調整到中央財經學院；音樂系調整到中央音樂學院；其餘各系歸入北京大學。燕京大學的校址，從此成為了北京大學的校址，成為北京大學的主校區，現已列為古蹟保護。此外，其大學董事會和部分教員南遷香港，參與崇基學院的創建，為香港中文大學創始的成員書院之一。

## 历史

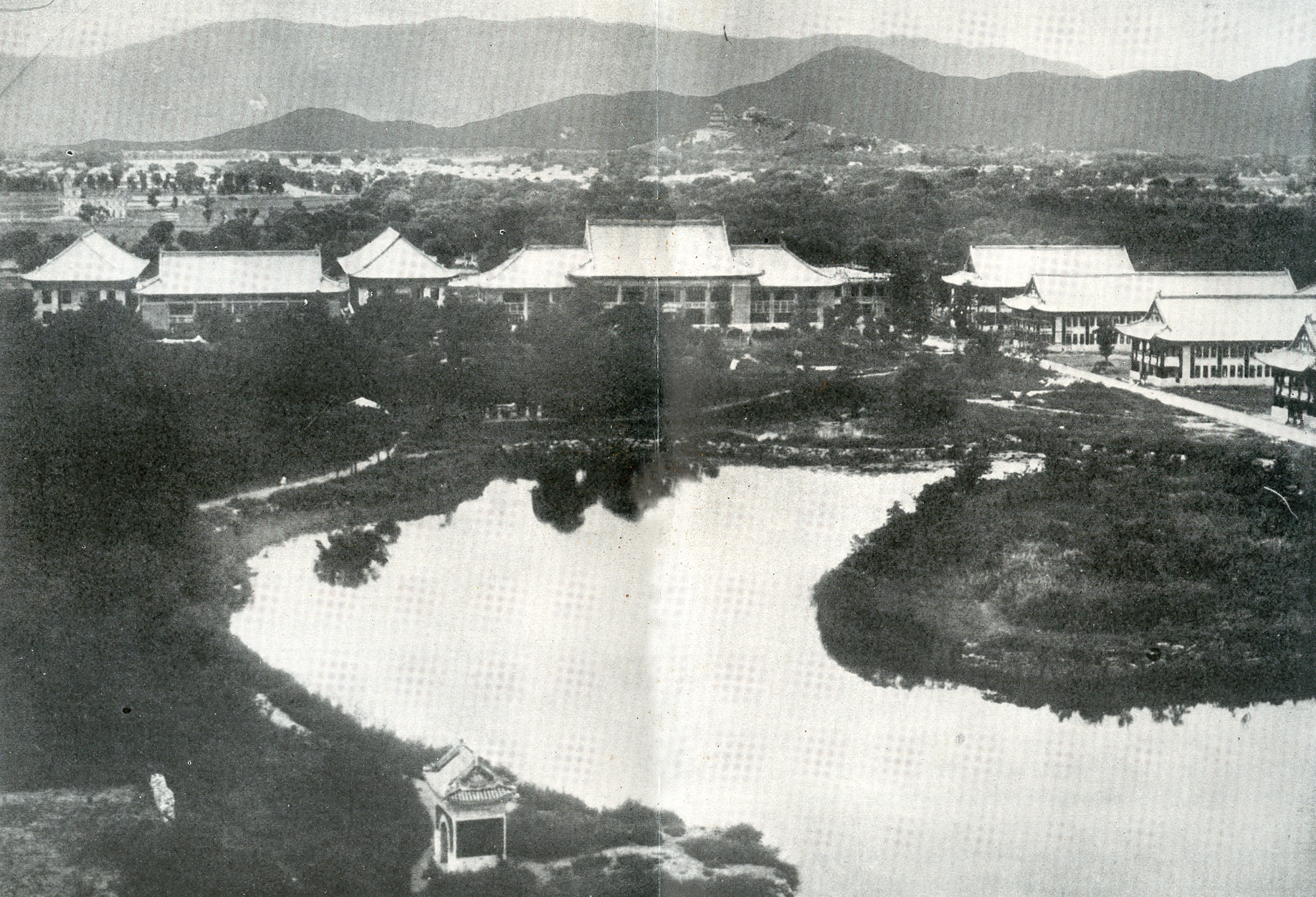
1926年的燕京大学校园

### 起源
1918年，美国南北长老会正式向司徒雷登下达命令，让他去筹办“一所新的综合性的大学”，其前身是美国教会在北京一带办的三所教会学校：
- 汇文大学（Peking Huiwen University，美国美以美会）。前身是1870年创办的崇内怀理书院，1889年改名汇文大学。校长刘海澜博士，在崇文门船板胡同的校址后来改办汇文中学。
- 华北协和女子大学（前身是美国公理会1864年创办的贝满女塾），位于灯市口东口的佟府夹道胡同，有22名西方教师。校址后来改办贝满女中
- 通州协和大学（Tongzhou Harmony University）。前身是1867年创办的“公理会潞河书院”。谢卫楼（Davelle Sheffield）校长。

除了美以美会和公理会外，美国美北长老会和英国伦敦会也参与燕京大学的创建。
1919年，司徒雷登接手的燕京大学的资产：有五间课室、一间可容一百学生的饭厅，有时用这间大屋子开会，也有时用来讲道。还有三排宿舍，一间厨房，一间浴室，一间图书室，一间教员办公室。另有网球场和篮球场。此外刚弄到手一座两层的厂房，原是德国人建的，可以改作课堂和实验室。包贵思记载：“那时的燕大是一无可取。我们很局促地住在城里，没有教员，也没有设备……学生不到百人，教员中只有两位中国人（陈在新博士和李荣芳博士）。许多西方教员并不合于大学教授的条件。”

### 变迁
1920年，汇文大学、华北协和女子大学和通州协和大学合并，在南京金陵神学院任教的司徒雷登被任命为新成立的燕京大学的校长。司徒雷登推举亨利·卢斯为副校长，负责在美国为建校筹款。
1921年，校长司徒雷登获得美国著名出版商的父亲亨利·卢斯及美铝公司创办人查尔斯·马丁·霍尔的捐款，在北京西郊购买了数处前清亲王赐园，聘请建筑设计师亨利·墨菲进行总体规划，建造了近代中国规模最大、质量最高、环境最优美的一所校园。1926年，正式迁址。全校共轄有神学院、法学院、医学院（又称医预院，学制为三年预科），以及文科和理科相关专业学系。
1929年，燕京大學正式向南京國民政府教育部註冊登記，吳雷川出任燕京大學第一任華人校長，前任校長司徒雷登改任教務長，從那時一直到對日抗戰爆發，司徒雷登的職務皆為校務長。吳雷川在其任期內廢除了宗教學作為全體學生必修課的規定，主張將燕京大學培養傳教士的辦學宗旨改為培養服務社會的人，他秉持司徒雷登親自製定的「因真理，得自由，以服務」（Freedom Through Truth For Service）的校訓，積極倡導民主、團結、向上的新型校風。
同年（1929年）燕京大学和哈佛大学开展国际学术合作，成立哈佛燕京学社，提高了燕大学术地位，也扩充燕大的经济来源。
1931年吳雷川校長提出辭呈，但燕京大學校方並未允諾，直到1934年，吳雷川才正式辭去燕京大學校長職務。
1934年剛學成歸國的陸志韋出任燕京大學校長，1937年七七事變爆發後，卸任校長職務改任代理校長留京護校，直到1941年留在北平的燕大被日本人強行解散為止。
從1937年七七事變到1941年日本偷襲珍珠港的四年半裡，燕京大學決定留在北平繼續辦學，讓學校懸掛美國國旗（此前燕京只掛中國國旗和校旗），而且恢復了因為戰爭而中斷的入學考試。燕京大學為敵後抗日工作輸送了大批人才，並逐漸成為華北抗日人士秘密據點。1941年12月7日，日本偷襲珍珠港，太平洋戰爭爆發，日美宣戰。燕大的平靜也隨之被打破。
1941年12月8日，日军偷袭珍珠港第二天，日军进入燕京大学，将所有美籍教职员作为战俘逮捕，同时逮捕了十余名中国师生。校務長司徒雷登当时出差天津，也随即被捕。
1942年10月，燕京大學在成都華西壩復课，孔祥熙為校長，司徒雷登為校務長，梅貽寶為代理校長和代理校務長。決定學校中文名為“成都燕京大學”，英文名為“Yenching University in Chengtu”。成都燕大与在成都复学的另外華西協和大學、金陵大學、金陵女子文理學院和齊魯大學四所教会大学一起，被称为华西坝“ Big Five”。
1945年8月日本敗戰後，日軍釋放校務長司徒雷登。校務長司徒雷登隨即召集陸志韋、洪業等人開會籌劃復校，成立了復校委員會，全權負責接管校園、清查校產，以及召集舊日教師等工作，但他只聘請那些在戰爭期間拒絕與敵偽合作的人擔任教師。8月23日，日本投降後第八天，燕大師生們高舉著校旗，昂首回到了離別4年之久的燕園。
1946年6月，為給司徒雷登慶祝七十大壽，燕大專門成立了“司徒雷登七十大壽委員會”，由陸志韋親任主席，前來祝壽的有國民黨方面的張道藩，共產黨方面的葉劍英，蔣介石還派人送來了一幅匾額為其慶生。國民政府也特地發出一道褒獎令，表彰司徒雷登對中國教育事業的偉大貢獻。
1946年7月司徒雷登因將出任美國駐華大使請辭校務長，燕大校務委員會沒有接受他的辭呈，只是給了他一年的長假。
1946年7月11日，70高齡的司徒雷登正式出任美國駐華大使，赴南京履職，同時仍擔任燕大校務長之職。
隨著朝鮮戰爭的爆發，中美走向全面敵對和戰爭，1951年12月中共政府教育部接管燕京大學，改校名為國立燕京大學，陸志韋為國立燕京大學第一任校長。

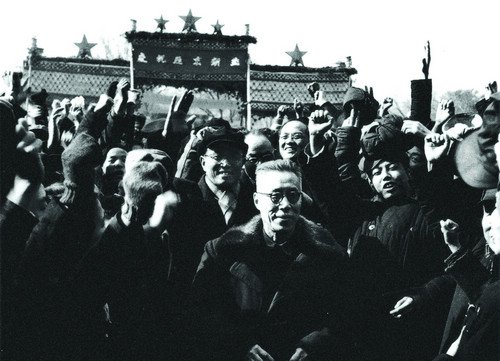
1951年，中华人民共和国教育部接管燕京大学，燕京大学改为公立。图为马叙伦等进入校园

1952年5月，中共政府教育部先对燕京大學校务委员会進行改组，由翁独健、蒋荫恩、褚圣麟、翦伯赞、侯仁之、严景耀、赵承信、李德滋、王平、谢道渊等十人组成新的校务委员会，并由翁独健代理校长职务，主持校政。5月28日，新的校务委员会正式成立。
為全面清除「美帝文化侵略」而展開的思想改造運動，1952年6月至9月在中國高等院校院系調整中，当时中共政府的教育政策是模仿蘇聯，最大限度地拆散燕京大學，改辦特色專業學門之大學院校。燕京大學被一分為八：機械系、土木系、化工系調整到清華大學；教育系調整到北京師範大學；民族系調整到中央民族學院；勞動繫到中央勞動幹校；政治系調整到中央政法幹校；經濟系調整到中央財經學院；音樂系調整到中央音樂學院；其餘各系歸入北京大學。燕京大學的校址，從此成為了北京大學的校址。

### 传承
中華民國政府遷往台灣之後，燕京大學學校董事會聯合其他十三所基督教大學在英屬香港成立崇基學院，崇基學院隨後被吸收併入香港中文大學。
燕京大学校園在中华人民共和国成立之后由中國共產黨當局接管，燕京大學由私立教會學校被改造為公立學校，1952年中國高等院校院系調整，北大迁入燕大的校址。由于当时“院系调整”规模较大，除院系外人事亦有很大调整，涉及全国几乎所有高等院校，其中一些调整在1949年以后已经开始，所有原教会背景学校于此时停办，院系及人员分拆进入其他大学。北京大学由于沿用了燕京大学的校园，一定程度上以燕京大学的继承者自居，例如创办燕京学堂。
燕京大学宗教学院在院系调整之前，即于1950年独立，成为“燕京宗教学院”，后改称燕京神学院，以独立办学形式延续至今。燕京神学院保存了燕京大学的基督教神学教育传承，并继承了燕京大学的校训。
另外，香港地區的燕京大學香港校友會曾於1974年嘗試自行辦學，但最後改為於1977年捐款成立中華基督教會燕京書院，以繼承及發揚燕京大學之辦學精神和傳統。因此，該校沿用「因真理，得自由，以服務」為校訓。

## 校园
燕京大学原址即今天的北京大学校园。校园最初的基址是清朝三山五园的附属园林，包括漱春园、弘雅园（墨尔根园）（漱春园和弘雅园为明朝勺园的一部分），1921年自军阀陈树藩手中买入。后又陆续从载沣等人手中购入朗润园、蔚秀园、承泽园等园林（1949年后，原由徐世昌家族租用的镜春园、鸣鹤园并入燕京大学园区）。1921年—1926年，曾为多座在华教会大学进行过设计的美国建筑师亨利·墨菲接受聘请，为燕京大学进行了总体规划和建筑设计，建筑群全部都采用了中国北方官式建築宫殿的式样。
燕京大学的正门位于校园西边，坐西向东，以玉泉山玉峰塔为对景，门内为东西轴线。从校友门经石拱桥、华表（取自圆明园安佑宫废墟），方院两侧是九开间的庑殿顶建筑——穆楼和民主楼，正面是歇山顶的贝公楼（行政楼），两侧是宗教楼和图书馆，沿中轴线继续向东，一直到未名湖中的思义亭，湖畔还有博雅塔、临湖轩。东部以未名湖为界，分为北部的男院和南部的女院。男院包括德、才、兼、备四幢男生宿舍以及华氏体育馆。女院沿一条南北轴线，分布适楼、南北阁、女生宿舍和鲍氏体育馆。
燕京大学建筑群在外部尽量模仿中国古典建筑，在内部使用功能方面则尽量采用当时最先进的设备：暖气、热水、抽水马桶、浴缸、饮水喷泉等等。
燕園建築在2001年被中華人民共和國國務院正式公布为第五批全国重点文物保护单位。2016年被列入為“中国20世纪建筑遗产”。
| 名称             | 图片           | 始建年份 | 地点                     | 现时用途                 | 备注                                         |
| ---------------- | -------------- | -------- | ------------------------ | ------------------------ | -------------------------------------------- |
| 博雅塔           | 未名湖和博雅塔 | 1924年   | 未名湖東南側             |                          |                                              |
| 燕京大学主校门   |                | 1926年   | 燕園西處                 | 北京大學西校門           |                                              |
| 貝公樓           |                | 1926年   | 正對西校門處             | 行政辦公樓               | 原名施德樓。                                 |
| 外文樓           | 未名湖和博雅塔 | 1925年   | 貝公樓旁                 | 作為外文系館             | 原稱穆樓。                                   |
| 民主樓           | 北京大學民主樓 | 1922年   |                          | 現為西語系               | 原名寧德樓，又稱宗教樓                       |
| 俄文樓           | 北京大學俄文樓 | 1924年   | 坐落於南北閣東側         | 留學生上課教學樓         | 原名聖人樓，又稱適樓                         |
| 靜園六院         |                | 1926年   | 位于俄文楼和南北阁之南   |                          | 原為燕京大學女生宿舍                         |
| 华氏体育馆       |                | 1931年   | 面向東操、背臨未名湖東岸 | 第一體育館               | 原為燕京大學男子體育館                       |
| 鮑氏體育館       |                | 1933年   | 燕園南北軸線之南端       | 第二體育館               | 原為燕京大學女子體育館                       |
| 德才均备体健六齋 |                | 1929年   |                          | 校機關辦公樓             | 原為燕京大學男生宿舍                         |
| 燕京大學圖書館   |                | 1926年   |                          | 北京大學檔案館           |                                              |
| 南北閣           |                | 1924年   | 俄文樓草坪以西           | 國際合作部、就業指導中心 | 南北閣原名分別為甘德閣、麥風閣。             |
| 化學南北樓       |                | 1925年   |                          |                          | 原名科學樓。                                 |
| 临湖轩           | 北京大學臨湖軒 | 1926年   |                          | 貴賓接待室               | 原為校長住宅                                 |
| 钟亭             | 北京大學鍾亭   | 1929年   |                          |                          | 原作為校鐘，目前作為涼亭，建築面積21平方米。 |
| 鲁斯亭           | 北京大學島亭   | 1929年   |                          |                          | 原名思义亭，1930年建。以纪念副校长路思义     |

## 传统

### 校训
- 因真理 得自由 以服務 Freedom Through Truth For Service
- 早期中文校训：以真理 得自由 而服務 [12]
- 1937年至1945年改为：因自由 得真理 以服务[13]

### 校歌
燕京大学校歌
曲：选自亨利·S·汤普森所作《安妮·莱尔》，詞：趙紫宸
第一節
雄哉、壮哉燕京大学，轮奂美且崇；
人文荟萃，中外交孚，声誉满寰中。
燕京、燕京事业浩瀚，规模更恢宏；
人才辈出，服务同群，为国效藎忠。
第二節
良师、益友如琢如磨，情志每相同；
踊跃奋进，探求真理，自由生活丰。
燕京、燕京事业浩瀚，规模更恢宏；
人才辈出，服务同群，为国效藎忠。
第三節
Lift we high united voices, joyfully we sing.
Loud in praise of Alma Mater. Glorious Yenching.
Lured from every part of China. Here's to old Peking,
We as one our college honor, Hail O Hail, YenChing.

## 校长
燕京大學
- 司徒雷登：1919年1月-1929年為校長，1929年-1947年為校務長。
- 吳雷川：1929年-1934年为校长。
- 陸志韋：1934年-1937年为校长，1937-1941年為代理校長。

成都燕京大學
- 梅貽寶：1942年-1945年为代理校長、代理校務長。

燕京大學
- 陸志韋：1945年-1951年为代理校长

國立燕京大學
- 陸志韋：1951年12月-1952年5月為校長
- 翁独健：1952年5月-1952年9月为代理校长

## 軼事
民國十九年（1930年），燕京大學大講堂落成，社會名流各國代表參加落成儀式。時任閻錫山北平駐軍統帥商震在落成會上致辭，先稱讚大講堂的結構，後話鋒一轉，喊道：「教育我們中國人的講堂——如此壯觀的講堂，不是由我們中國人手建造，卻是由外國人手建成，對我們中國人來說，難道不是莫大的恥辱！」。頃刻間，擠滿在後面座位的學生們響起了暴風雨般的鼓掌和怒號。